# Àpter (arquitectura)

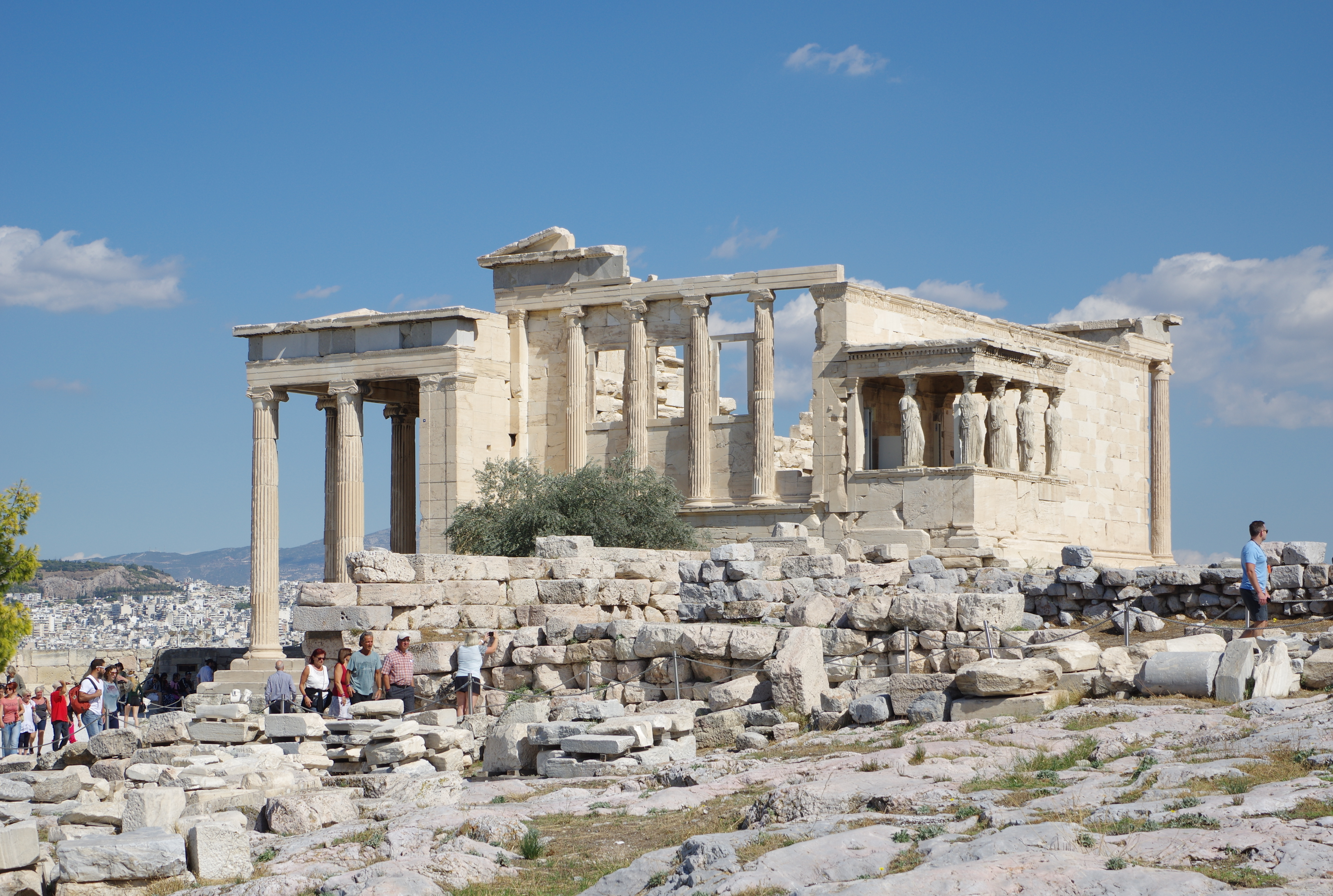
L'Erectèon des del nord-oest.

Àpter, del grec ἄπτερος «sense ales» s'aplica en arquitectura als temples antics desproveïts de columnes a les seues façanes laterals, com és el cas de l'Erectèon.